# Jaume Duran i Castellanos
Jaume Duran i Castellanos   (Barcelona, 1891 - Barcelona, octubre 1983), fou un escultor i professor de l'Escola de Bells Oficis de la Mancomunitat i a l'Escola del Treball de la Diputació de Barcelona.
Es va formar en l'Escola de Belles Arts de Barcelona i al taller del seu oncle l'imatger Miquel Castellanos, va ser deixeble de l'escultor Esteve Monegal i va emprendre un viatge d'estudis amb una beca a Florència. Viatjant per diverses parts d'Itàlia així com a Brussel·les i París.
L'any 1942 va participar en l'Exposición Nacional de Bellas Artes de Barcelona amb l'obra La niña de la concha, i hi va obtenir el diploma de tercera classe.

## Obra
La seva obra es classifica d'estil clàssic quan realitzava monuments, a les seves escultures destaquen els retrats realistas realitzats a personatges públics de la política i la cultura catalana de primers del segle xx.
Una de les seves obres més reconegudes és l'encàrrec del grup per a la plaça Catalunya de Barcelona en què havia de representar un homenatge al·legòric del Montseny.
A començaments dels anys cinquanta, li van ser encarregades quatre escultures per a la balustrada de la façana del Palau Casades, seu del Col·legi d'Advocats de Barcelona, aquestes obres representen personalitats vinculades al món del dret, Ramon Berenguer IV, Sant Ramon de Penyafort, Sant Oleguer i la d'Alfons X el Savi.
- Retrat de Eduardo Dato (1930) (Barcelona).
- Sant Ramon de Penyafort (1953) (Barcelona).